# 日本人民共和國憲法草案
日本人民共和國憲法草案（日语：／?），是一項關于《大日本帝國憲法》的修正案草案，它由日本共產黨於1946年6月29日在其機關雜誌《前衛》上發表。這項草案的發表曾引起了對太平洋戰爭後的《日本国宪法》的激烈的討論。
該草案的特點是廢除日本的天皇制度，并采取共和制、民主集中制，引進的社會主義政策。

## 概述
日本共產黨於1946年6月29日在其機關雜誌《前衛》上發表。
1945年（昭和20年）11月8日，在日本政府于1945年9月2日正式签署投降书和与聯合国的停火协议两个月后，日本共产党全國協議會作出决议，并于1945年11月11日宣布。
1. 主權屬於人民。
2. 民主议会管理主权。民主议会以18岁以上的人的选举权为基础，民主议会选举出构成政府的人民。
3. 政府对民主议会负责，并应立即制止任何不执行议会决定或不利或扭曲执行此类决定的行为，或任何其他非法行为。
4. 人民应在政治、经济和社会方面享有自由，并可自由监督和批评议会和政府。
5. 人民的生命權、工作权和教育权应得到具体设施的保障。
6. 从根本上废除了阶级和民族歧视。

(1945年11月8日，日本共产党全國協議會通过的决议有七项，比日本共产党在1945年11月11日宣布的决议多一项），其基础是日本共产党在1946年（昭和21年）6月28日决定并于6月29日通过的《新宪法綱要》。

### 主權在民，共和制
本修正案草案的一個特點是廢除了天皇制，實行了共和制，並保障了公民自由和生命權。雖然國家規定為民主政黨和群眾團體提供必要的物質條件，但对党的领导没有明确规定。社會生產資料的擁有權有服從於公共福利的規定，但没有明确规定国有化。

### 人民权利保障、公務员廉洁、废除死刑
社会主义方面包括：在人民权利方面，从物质和制度供给上保障权利的行使，並被賦予了雇員參與管理的權利。 其他特点包括关于「公务员」的一章，居民有選舉警察署負責人的義務，確保公務員廉潔，以及廢除戶主制和家督相續制、酷刑和死刑。對因民主活動、民族解放運動和學術活動而受到追訴的外國人，以國內流離失所權的形式明確接受事實上的外國人庇護。

### 不參加侵略戰爭、軟性憲法、否認廢除共和政權
應當補充的是，雖然憲法草案沒有像《日本國憲法》第九條那樣規定不保留軍隊或拒絕交戰權，但也有不贊成和不參加侵略戰爭的規定。此外，與《日本國憲法》相比較軟性，因为只要有三分之二的国会成员同意。另一方面，有一条类似于1948年颁布的《義大利共和國憲法》的规定，即 "废除共和制政府和恢复君主制不需要修宪"。

### 每项规定的概要

#### 日本人民共和國
- 「日本国是一个人民共和制国家」该声明以下列文字开始之後，所有章節都寫下「日本人民共和國」。在这行文字中只写「日本」的原因不清楚。
- 通过议会规定了人民主權和代議民主。 对外代表国家的人是「政府首席」。
- 它呼吁废除「封建寄生土地所有制」和「財閥垄断资本」，並規定政府对「重要企业」和金融机构進行监管。
- 它规定了不贊成和不參加侵略戰爭。

#### 人民的基本權利和義務
- 廢除皇族、華族特權，规定了基本人权。
- 保障言论自由、结社自由、劳资爭議和示威活動，以及提供「印刷厂、纸张、公共建筑、通信手段和其他必要的物质条件给民主主義政党和大眾團體行使这些权利」。
- 政教分离，信仰或不信仰的自由。
- 遷徙自由、退出國籍的自由
- 住所不可侵犯性、通讯保障
- 廢除酷刑和死刑
- 对被冤獄的人进行「精神上、物質上的损害赔偿」
- 对生活所需财产的私有制，「社會生產資料的佔有服從於公共福利，在为公共福利所需的情况下，財產權需要受到法律限制」
- 廢除戶主制和家督相續制，男女平權、一夫一妻制
- 參與所謂的勞動三權和管理的權利，包括團結權
- 禁止16歲以下勞動
- 每週工作40小時的權利
- 「没有住宅的人民有权得到国家的住房保障。国家通过大量建設新住宅，开放闲置的大型建築物和大宅邸，以及对租户的保护来保障这一权利。」
- 免费义务教育
- 规定外国人的权利受到法律的保障。

#### 国会、政府、国家財政、司法
- 三權分立中，立法機關被定位為日本人民共和國的最高國家機構（第42、66和84條）。將權力集中到立法機關的權力，如"管理主權"（第43條）和"监督宪法的实施"（第44條），與其他社會主義國家的憲法類似。它与議會制的区别还在于，它不承认行政部门有权解散立法机构。
- 「国会」是一個由全體人民選舉產生的代議士管理的一院制議會。
  - 國會的管轄事項包括「決定與内外国政有關的基本方策」「監督憲法的實行」「修改或修正憲法」「制定法律」（立法權），「預算案的審議」「任命政府首席與確認首席任命的政府員」，「確認在国会常任幹事会的選舉以及在國會休會期間由常任幹事会頒布各種法律」，「人民提出的請願書的裁決」。 「任命日本人民共和國最高檢事局檢事」、「任命會計檢查院長」和「設置各種專門委員會」等11項事項。
- 「国会常任幹事会」由「国会代議員」选出的25名成员组成（第62条）。国会常任幹事会議長代表日本人民共和国（国家元首，第63条）。
- 「国会常任幹事会」的職責與天皇在日本国憲法中的國事行為基本相同，如"國會"的召集、解散、總選舉的實行公告等。
- 「政府」由「国会」任命的「政府首席」和「政府員」组成，负责行政事务。

#### 地方制度
- 日本人民共和國各地区不是日本国憲法中的地方自治和居民自治，而是「政府機構和地方分支机构的活動由法律調整，以便与地方權力機關的行政管理一致。（第80條）」，它是國家權力的一部分，是一個中央集權國家。

#### 公務員
第91条规定，「公务员应为民主和全体人民的利益服务，不应沦为官僚主义的牺牲品」。

#### 修改憲法
- 修正案的要求是由三分之二的代議士贊成票通過。公民投票并不是这方面的要求。
- 不得以废除共和政体、恢复君主制和恢复君主制时期特权为由修宪。

## 日本人民共和国憲法的原文

### 構成
- 前文
- 第1章．日本人民共和国（第1条～第5条）
- 第2章．人民的基本的權利和義務（第6条～第41条）
- 第3章．国会（第42条～第65条）
- 第4章．政府（第66条～第70条）
- 第5章．国家財政（第71条～第75条）
- 第6章．地方制度（第76条～第80条）
- 第7章．司法（第81条～第90条）
- 第8章．公務員（第91条～第96条）
- 第9章．憲法修正（第97条～第100条）

### 前文
天皇制支配体制帶來的是魯莽的帝國主義侵略戰爭，人類生命和財產的大規模破壞，以及人民群众悲慘的貧困和飢餓。因為天皇制是由欽定憲法而通過法制化的。天皇奪取了絕對權力，徹底剝奪了人民的權利。它以天皇為最高特權地位，由军阀和官僚武装起来，作为资本家與土地主的剥削和压迫制度，统治着劳动人民，在政治上奴役的無權利狀態，在經濟上殖民地式的低生活水準，在文化上強迫蒙昧、偏見、迷信和盲目服從，並給予無限的痛苦。反對它的人的聲音受到鎮壓，並受到死亡和監獄的壓制。這種暴政制度與大和民族的自由和社會福利完全相反。同時也是邻近的殖民地和半殖民地国家解放的最大障碍。
我們深信，迫切需要通過苦難的現實，放棄這種恥辱和痛苦的獨裁，建立一個人民擁有主權的民主制度。這個方向決定性地加強了日本的人民與曾經在天皇制度下呻吟的鄰國人民之間基於相互自由和繁榮的兄弟情誼。
我们在此宣布采用人民共和政体，通过从人民中选出的代表为人民政治，并确定本宪法。天皇制絕對不符合人民的民主制度，不管它採取什麼形式。廢除天皇制度，廢除寄生地主的土地所有制，解散财阀壟斷資本，確立基本人權，保障人民政治自由，維護人民經濟福利――只有以這些為基础的憲法，才能真正保障日本人民的民主主義和幸福。只有这种以占日本人民绝大多数的劳动群众为基础的人民民主制度，才能防止帝国主义的专制和压迫性政治及其侵略战争的野心复活，并确保通往人民窮極解放的道路。它将完成日本作为人民民主祖国的独立，我国将在国际社会中获得应有的荣誉地位。在这部宪法的指导下，日本人民保证努力从恐怖統治、经济剥夺和文化贫窮中彻底解放出来，与世界上民主主義、爱好和平的国家建立永久的友谊，并为了世界和平和人类的无限进步，维护正义和人道主義的最高标准。

### 第1章．日本人民共和国
- 第1条． 日本国是一個人民共和制國家。
- 第2条． 日本人民共和国的主权属于人民。主权是根据宪法行使的。
- 第3条． 日本人民共和国的政治应在根据人民的自由意志选出的议会的基础上进行管理。
- 第4条． 日本人民共和国是建立在廢除封建寄生的土地所有制、解散财阀壟斷資本、由人民共和政府对對重要企業和金融機構在民主主義的規制的基礎上，以稳定和改善人民生活为目的进行管理。。
- 第5条． 日本人民共和国将与所有爱好和平的国家密切合作，参加民主主義的国际和平機构，不支持或参加任何侵略战争。

### 第2章．人民的基本的權利和義務
- 第6条． 日本人民共和國全體人民在法律面前一律平等，享有一切基本權利。
- 第7条 
  - 第1部分． 本宪法所保障的基本人权是不可剥夺的权利，不能制定任何违反这些权利的法律或发布任何命令。
  - 第2部分． 如果政府不執行或發佈任何侵犯憲法所保障的基本人權的命令，人民就沒有義務遵守這些命令。
- 第8条． 除了日本人民共和国的法律和他们自己的良心之外，人民不会被迫服从或尊重任何当局或任何特定个人。所有基于人種、民族、性别、信教、身分或門地的政治、经济或社会特权都被废除，今後不得設立。皇族和贵族的制度应予废除。 头衔、勋章和其他荣誉不应带有任何特权。这种荣誉的授予只对被授予的人有效。
- 第9条 
  - 第1部分． 人民享有所有民主的言論、出版、集會和結社自由，並承認勞資糾紛和示威活動的完全自由。
  - 第2部分． 印刷廠、紙張、公共建築、通信手段和其他必要的物質條件給民主主義政黨和大眾團體行使這些權利
  - 第3部分． 民主主義大眾團體的國際聯繫自由得到保障和補貼。
- 第10条． 宗教與國家、宗教與學校是分開的，以確保人民有信仰和良心的自由，宗教禮拜和布教的自由以及反宗教宣傳的自由也得到保障。
- 第11条． 人民有居住、遷移、移居國外、退出國籍和選擇職業的自由。
- 第12条． 人民的住宅不可侵犯和通信秘密受法律保護。
- 第13条
  - 第1部分． 保证人民的身体不可侵犯，未经法院判决或检察官同意，任何人都不得被逮捕和拘留。
  - 第2部分． 绝对禁止公務员的酷刑和残忍行为。
- 第14条． 任何人都不应被剥夺在法庭上接受审判的权利，审判应迅速和公正。
- 第15条． 人民被拘禁或拘留，有关机构必须毫无例外地立即通知其家人或该人指定的个人。应个人的要求，必须立即在个人及其辯護人在场的情况下，在公开法庭上说明拘留的理由。
- 第16条． 不得强迫任何人做出不利于自己的陈述。在胁迫、酷刑或威胁下或在不合理的长期拘留或监禁后作出的供词不应作为证据接受。任何人均不得仅根据有偏见的供词而被定罪或处罚。
- 第17条． 被告人在任何場合下都有辩护的权利及保障，有权精通事件的資料，有权在法庭上用自己的语言进行陈述及保障。
- 第18条． 除非法律事先规定了惩罚措施，否则任何行为都不能受到惩罚。惩罚是根据罪行的严重程度来进行的。任何人不得因同一行为而受到两次惩罚。
- 第19条． 在此废除死刑。
- 第20条． 国家必须对因审判而被宣布无罪的被告人的精神和物质损失给予赔偿。
- 第21条
  - 第1部分． 受刑者的待遇必须是人道的。受刑者的工资和勞動时间是根据一般企业的工作条件基準来決定。
  - 第2部分． 必须保证女性被拘禁者的飲食符合她們的生理特性，并且在怀孕和分娩时必须保证卫生待遇。
- 第22条． 刑罰的目的是对受刑者进行社会再教育，使其成为共和国公民。任何公務員如果以进一步加重对囚犯的合法处罚的方式对待囚犯，都要对其行为负责。
- 第23条． 不能禁止包括受刑者在内的被拘禁者阅读进步的民主主義出版物。
- 第24条． 基于工作的财产和公民生活所需的财产的使用、受益和处分受到法律的保障，而且这种财产被承认可以继承。社会生产资料的所有权要服从于公共福祉。在为公共福利所需的情况下，財产权受到法律的限制。
- 第25条． 人民有权被選任为所有国家机關的公务员，不论其性别如何。
- 第26条． 人民有权就个人或團体利益向所有公共機關提出口头或书面请愿或请求。任何人不得因提出这种请愿或请求而受到任何差別待遇。劳动妇人根据其生理特性得到国家和雇主的照顾，她们的工作和休息权利得到設施的保障，如产前和产后带薪休假、妇幼保健咨询中心、妇产医院和托儿所。
- 第27条． 女性在各种法律、经济、社会和文化领域享有与男性完全平等的权利。
- 第28条． 只有在兩性都同意的情况下才能结婚，并应以完全的一夫一妻制为基础，男女享有平等的权利，目的是建設一个纯洁的家族生活。应废除非民主的戶主制和家督相續制，这种制度使家長和男性在社会生活中占主导地位。废除所有压迫和剥夺妇女在婚姻和家庭生活中的权利的法律。
- 第29条． 寡妇和所有在世儿童的生命和权利受到国家和公共團體的充分保护。
- 第30条． 人民有勞動的权利。即有一份按其劳动的质量和数量付费的工作权利。这一权利在实践中得到了保证，即在民主主義经济政策的基础上防止失业，消除奴隶式的雇佣关系和勞動条件，同工同酬的原则，以及建立基于生活費的最低工资制度，这些都得到了劳动法規的保障。
- 第31条． 勞動者的團結权、團體交涉、團體協約和其他團體行动的权利得到保障。被傭者有权参与企业的管理。
- 第32条． 勞動时间和条件不应破坏勞動者的健康、人格尊严或家庭生活。 应保护18岁以下的未成年者不从事妨碍其身心发展的工作，并禁止16岁以下的幼少年劳动。
- 第33条． 人民有休息的权利。 这一权利由每周40小时的工作时间、一週一日和一年兩週的带薪休假制度、休息设施和劳动法规来保障。
- 第34条． 劳动妇人根据其生理特性得到国家和雇主的照顾，她们的工作和休息权利得到設施的保障，如产前和产后带薪休假、妇幼保健咨询中心、妇产医院和托儿所。
- 第35条． 人民有权在年老、疾病、职业事故和其他丧失工作能力和失业的情况下获得物质保障。 这一权利得到了国家或雇主资助的职业事故预防设施、社会保险制度的发展和广泛的医疗设施，包括免费医疗的保障。
- 第36条． 没有住宅的人民有权得到国家的住房保障。国家通过大量建設新住宅，开放闲置的大型建築物和大宅邸，以及对租户的保护来保障这一权利。
- 第37条
  - 第1部分． 保证所有的人民都有机会接受教育和获得技能。小学和中学教育应是义务教育，所有费用由国庫承担。 在一定条件下，高等学校就学应由国庫支付。
  - 第2部分． 企业家不得为了管理的方便而阻止被傭者就学。
- 第38条． 日本人民共和国保证人民在科学研究、艺术创作和发展所有人才和创造力方面的自由，并建立了广泛的研究所、实验所、专门的教育机關和文化艺术设施。
- 第39条． 日本人民共和国给予因民主主義活动、民族解放运动和学术活动而被追求的外国人国内避难权。
- 第40条． 居住在日本人民共和国的外国人的必要权利受到法律的保障。
- 第41条． 人民有遵守日本人民共和國憲法、執行法律、履行社會義務、遵守共同生活規則的義務。

### 第3章．国会
- 第42条． 日本人民共和國的最高國家機關是國會。
- 第43条． 國會管理主權，對人民負責。
- 第44条． 國會掌管以下事項。

1．決定與内外国政有關的基本方策。
2．監督憲法的實行。
3．修改或修正憲法。
4．制定法律。
5．預算案的審議和確認。
6．任命政府首席與確認首席任命的政府員。
7．確認在国会常任幹事会的選舉以及在國會休會期間由常任幹事会頒布各種法律。
8．人民提出的請願書的裁決。
9．任命日本人民共和國最高檢事局檢事。
10．任命會計檢查院長。
11．設置各種專門委員會。
- 第45条． 國會是一院制的議會，由法律規定的固定人數的代議員組成。
- 第46条． 日本人民共和国的立法权专门由国会行使。
- 第47条． 所有十八岁以上有政治权利的男女都有被选举为和选举代議員的权利。选举权和被选举权不应因居住地、资产、信教、性别、民族、教育或任何其他社会条件而受到任何歧视或限制。
- 第48条． 代議員選舉以比例代表制為基礎，以平等、直接、秘密和普選選舉。
- 第49条． 代議員们有义务向其选区的选民报告。选民可以根据法律规定召回代議員。
- 第50条． 国会由选举产生，任期为四年。
- 第51条． 国会選舉資格審査委員会来审议代議員的资格。国会根据资格审查委员会的建议，决定批准个别代議員的资格或宣布选举无效。
- 第52条． 國會認為必要場合時，應所有問題任命調查委員会和檢查委員會。所有機關和公務員都有義務對這些委員會的要求提供必要的資料和書類。
- 第53条． 國會的会期每年召開兩次。臨時国会由国会常任幹事会決定，經三分之二以上的代議員要求召開。
- 第54条． 國會由三分之二以上的代議員出席下成立。
- 第55条． 法律由国会代議員的简单多数票成立，并在国会常任幹事会議長和書記的署名下公布。
- 第56条． 國會的所有議事都應公開。
- 第57条． 国会选举议长一名、副议长两名，负责議會進行、并维持国会内的秩序。
- 第58条． 未经国会的同意，代議員不能被逮捕。在国会休会期间，需得到国会常任幹事会的承認，并得到下一届国会的同意。
- 第59条． 国会有权根据三分之二以上的代議員通过的决议宣布解散。
- 第60条． 如果国会任期届满或国会被解散，總選舉将在四十天内實行。
- 第61条． 總選舉實行后的三十天内，前国会常任幹事会召开新的国会。
- 第62条． 国会选举出一个由二十五名成员组成的国会常任幹事会。
- 第63条． 国会常任幹事会选出議長和副議長各一名，議長代表日本人民共和国。
- 第64条． 国会常任幹事会掌管以下事項。

1．召集和解散国会以及總選舉的實行公告。
2．國會休會期間由政府首席確認政府員的任免。但需要國會的事後確認。
3．根据国会的决定，对人民投票的实行公告。
4．废止政府不符合法律的决定和命令。
5．赦免权的行使。
6．批准國際條約。
7．任命和召集日本人民共和國駐外國全權代表。
8．接收外国驻日代表者的信任状和解任状。
9．授予民主的榮典。
- 第65条． 在国会任期届满或国会解散的場合下，国会常任幹事会保留这一权限，直到新选舉出的国会选出一个新的国会常任幹事会。

### 第4章．政府
- 第66条． 政府是日本人民共和国的最高行政机关。政府首席由国会任命，首席指名、国会承認的政府員共同構成政府。
- 第67条． 政府对国会负责，在国会休会期间，对国会常任幹事会负责。全体政府員都要对政府的一般政策和個人的行動负责。
- 第68条． 在国会通过了对政府的不信任案的場合下，政府將會總辭職。
- 第69条． 政府掌管以下事項。

1．根据現行諸法規发布决定或命令，以执行一般的中央行政事務，并检查其执行情况。
2．统一指導各省及其管辖的国家諸機關。
3．實行日本人民共和国的发展、维护公共秩序和保障基本人权所必需的諸措施。
4．组织隶属于各省的特别委员会或事務局。
5．對外關係的一般指導。
6．取消不符合国法的各省訓令或指令或地方议会关于政府权限事项的問題或命令。
- 第70条 
  - 第1部分． 政府命令在日本人民共和国全領域實行。
  - 第2部分． 政府命令的公布需要相关政府員的署名和首席的副署。

### 第5章．国家財政
- 第71条． 国家财政的处理需要国会的决议。
- 第72条． 税收的徵收和收取应在一年内保持有效力，除非有改变。应廢止消费税。
- 第73条． 国費的支出或国家债务的負担需要国会決議。
- 第74条． 政府必須每个财政年度编制预算，经国会審議。至于商业计划，政府必须每年准备一份商业计划并提交给国会。
- 第75条
  - 第1部分． 所有国家财政的決算都要接受会計檢查院的年度检查，政府必须在下一年度将账目和检查报告一起提交给国会。
  - 第2部分． 会計檢查院长由国会任命，并就其职责的履行向国会负责。
  - 第3部分． 会計檢查院的组织和权限由法律规定。

### 第6章．地方制度
- 第76条． 日本人民共和国承认領土内的地方制度（村、町、市、县等）。地方制度受法律管理。
- 第77条． 地方制度在地方议会（村会、町会、市会、县会等）的基础上运作，根据基于第四十七和第四十八条的选举法选举。
- 第78条． 各级地方议会選任各自的行政機關。行政機關对各自的地方议会和上级机关负责。
- 第79条． 各级地方议会监督各自行政機關的活动，审议和确认地方预算，对法律范围内的地方问题进行議決或发布命令。
- 第80条． 政府機關的地方支部的活动由法律进行調整，使其与地方的權力機關的行政管理保持一致。

### 第7章．司法
- 第81条． 日本人民共和国的裁判是由最高裁判所、地方裁判所和地区裁判所，以人民的名义进行的，以尊重人民的基本权利为基本精神。
- 第82条． 裁判必须公开審理，其程序必须有陪審員的参与。
- 第83条． 日本人民共和国的最高裁判机关是最高裁判所。
- 第84条． 最高裁判所的裁判官由人民根据国会的推薦通过信任投票选出，任期五年。
- 第85条． 每个下級裁判所的裁判官都是根据地方议会的推薦，由各地区人民的信任投票选出，任期四年。
- 第86条． 裁判官是独立的，只服从于法律。
- 第87条． 检事的任务是监督人民准确遵守法律。
- 第88条． 最高检事局的检事由国会任命，任期五年。
- 第89条． 下级检事局的检事在得到最高检事局检事的确认后，由上級检事局任命。
- 第90条． 检事局机關只服从最高检事局的检事，并独立于一切地方机關履行職務。

### 第8章．公務員
- 第91条． 公务员必须为民主主義和全人民的利益服务，而不是沦为官僚主义的牺牲品。
- 第92条
  - 第1部分． 公務員必须保持廉洁，严禁有任何汚辱行為或職權滥用的行为。
  - 第2部分． 国家保障公务员及其家族有必要的生活手段。
- 第93条． 行政机關的公务员，除了由议会任免以外，由该行政机關的负责人任免。
- 第94条． 人民有权要求议会或其他公共机關罷免公務員。
- 第95条． 议会监視公务员的活动，并有权要求任免任何经议会确认後，執行机關负责人罷免的公务员。
- 第96条． 警察署的负责人由署的管辖区域内的人民选举選出，防止警察制度成为一个根深蒂固的官僚支配機構。

### 第9章．憲法修正
- 第97条． 日本人民共和国宪法的修正案权属于国会。
- 第98条． 日本人民共和国的地方上級议会有权在至少三分之二以上的代議員同意的情况下对宪法提出修正。
- 第99条． 日本人民共和国宪法的修改，必须在有三分之二以上的国会代議員出席開会，国会中以三分之二的多数通过。
- 第100条． 废除日本人民共和国的共和政体和恢复特权的身分制度不能成为宪法修正案的對象。

## 起案者的後續處理
在1993年（平成5年）版的《宪法的起源--评论与资料》（日本共产党中央委员会下属的社会科学研究所编，新日本书房出版社發行）中，它被作为历史文献列入《日本共产党宪法草案》。
2000年2月（平成12年），日本共產黨中央委員會幹部會委員長不破哲三表示，「（共产党的宪法草案）是当时党在1946年，即战争结束后的第二年，决定为日本制定一部新宪法时提出的，它是这样一个历史文本。 它不是，也不受它的约束」，似乎已经有效地抛弃了它。 在同年6月的第42屆日本眾議院議員總選舉中，一份来自反对日本共产党的未知發行人的可疑文件被大量传播，文件中问道：「你是否赞成『日本人民共和国』？」书中写道。

## 外部連結
- http://www.ndl.go.jp/constitution/shiryo/02/040/040tx.html （页面存档备份，存于）（日語）
- （日語）